# رويلر غراسي
رويلر غراسي (بالبرتغالية: Royler Gracie؛ مواليد 6 ديسمبر 1965) هو مقاتل فنون القتال المختلطة برازيلي أمريكي معتزل وممارس الجيو جيتسو البرازيلية. أدار غراسي مدرسة غراسي هيومايتا في ريو دي جانيرو لسنوات عديدة تحت إشراف والده هيليو، ويعيش ويدرس في سان دييغو، كاليفورنيا. يُتبر أسطورة جيو جيتسو ومصارعة الإخضاع، غراسي عضو في كل من قاعة مشاهير الاتحاد البرازيلي الدولي للجوجيتسو وقاعة مشاهير بطولة نادي أبوظبي للقتال.

## وصلات خارجية
- رويلر غراسي على موقع شيردوغ (الإنجليزية)
- رويلر غراسي على موقع IMDb (الإنجليزية)